# Thomas Darnal
 (septembre 2017).
Si vous disposez d'ouvrages ou d'articles de référence ou si vous connaissez des sites web de qualité traitant du thème abordé ici, merci de compléter l'article en donnant les références utiles à sa vérifiabilité et en les liant à la section « Notes et références ».
Thomas Darnal  est un claviériste et guitariste français né le 18 novembre 1963. Il est le fils de l'auteur-compositeur-interprète Jean-Claude Darnal et de la comédienne Uta Taeger.
Il fonde en 1977 le groupe GPS, un groupe de Heavy-Punk avec Pierre Leloup, Patrice Bonnel et Fabrice Kersuzan. Ces deux derniers quittent la formation en 1981 et sont remplacées par Thierry Hazard et Marc Upson. En 1987, le groupe se sépare et, étant ami de lycée de Antoine Chao, il rejoint la Mano Negra au clavier. Il sera aussi le graphiste du groupe et réalisera les pochettes. 
Après la séparation de Mano Negra, Tom part en Amérique où il fait des tatouages ("Tom Dard" le tatoueur). Après plusieurs séjours à Cuba, il fonde P18, groupe mélangeant techno et musique cubaine. P18 sort 3 albums: Urban Cuban (1999), Electropica (2002) et Viva P18 (2006). 
Tom a également accompagné   Amadou et Mariam, ainsi que King Daddy Yod. Tom continue aussi de jouer avec Phil, Daniel et Jo, dans une formation baptisée Les Patrons,  spécialisée dans les reprises punk-rock. Il compose de la musique de documentaires (Les plus belles plages du monde, Thalassa) et de long métrage comme Tel Père, telle fille.
Il est musicien de la compagnie de théâtre de rue Royal de luxe de 2010 à 2019 et participe aux spectacles La Saga Des Géants, Rue de la chute et Monsieur Bourgogne.